# Philipp Constantin von Berckheim

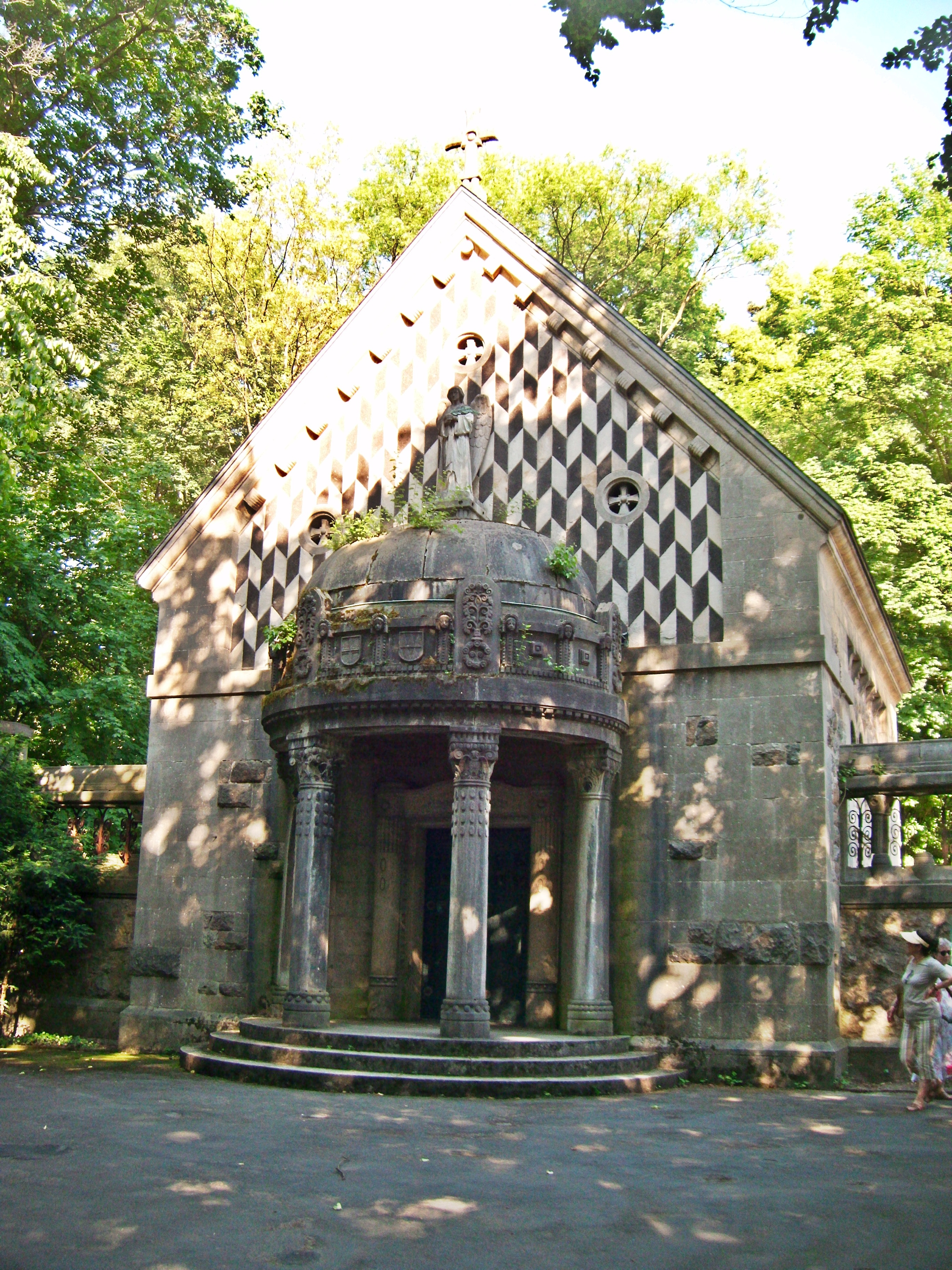
Grabstätte, Familienmausoleum im Schlosspark Weinheim

Philipp Constantin von Berckheim (vollständiger Name Philipp-Constantin Eduard Siegmund Clemens Tassilo Tobias von Berckheim) (* 20. September 1924 in Mannheim; † 6. Oktober 1984 in Weinheim) war u. a. Automobilrennfahrer in den 1950er Jahren, Bankier und Mitgesellschafter der ABA Bank für Absatzkredit Mannheim, großer Weingutbesitzer und Verkäufer des Exotenwaldes in Weinheim, Bergstraße.

## Leben
Philipp Constantin von Berckheim aus dem Adelsgeschlecht von Berckheim war der Sohn von Philipp von Berckheim (1883–1945) und Irene von Schönborn-Wiesentheid (1895–1969). 1954 heiratete er mit Sophie Antoinette von Fürstenberg (gen. Netti) in eine der damals reichsten Familien Deutschlands ein, die Scheidung erfolgte 1963. In Mannheim war er Mitgesellschafter der ABA Bank für Absatzkredit Graf von Berckheim & Co. KG. Nach seinem Tod 1984 wurde er im Familienmausoleum im Schlosspark von Weinheim beigesetzt.

## Motorsportler und Autoliebhaber
Von Berckheim fuhr nach dem Zweiten Weltkrieg intensiv Autorennen. So nahm er, wie auch Paul Fürst Metternich, als Privatfahrer 1952 auf einem Porsche 356 mit Porsche-Werksunterstützung an der Carrera Panamericana und der Mille Miglia teil. Er war auch einer der ersten Käufer des Mercedes-Benz 300 SL. In einem 300 SL verunglückte er schwer und blieb fortan auf einen Rollstuhl angewiesen. Bei Daimler-Benz ließ er sich ein einzigartiges Sondermodell des Mercedes-Benz 600 Landaulet mit kurzem Radstand anfertigen.